# Moan (película)
Moan es una película de pornográfica gay de terror de 1999 dirigido por David Thompson, y escrito por Alex Nixx. Está basada en la película de 1996, Scream por Wes Craven y Kevin Williamson.

## Elenco
- Chad Donovan como Stuart
- Tommy Lord como Kenny Beeker
- Ethan Marc como Brian
- Blake Harper como Sam
- Jason Branch como Tom
- Doug Jeffries como Ricky
- Tom Southern como el oficial Derek
- Paul Dawson como Gary

## Recepción
Jeremy Spencer, de GayVN dio Moan un 3½ de 5, criticando la edición y dirección, pero todavía llamándolo "un jugueteo sexual de ritmo rápido que es a la vez histérica y espeluznante" con un reparto compuesto por "artistas sexuales casa de máquinas y algunos actores decentes". Se dio una puntuación de 3/4 de la película por el Índice de vídeo erótico Gay, que escribió: "Es una divertida, y cursi parodia que se carga con el sexo caliente, actuaciones sobresalientes y un salpicón de la técnica snafus". [3] La película ganó como Mejor comedia del sexo en los 2000 Premios GayVN.